# Fédération des Trois Classes de Vapeur
La Fédération des Trois Classes de Vapeur (Federación de las Tres Clases de Vapor) dite aussi les Trois Classes a été une organisation ouvrière espagnole, plus particulièrement barcelonaise.
Son nom fait référence aux trois métiers qui impliquaient l'usage de machines mues par vapeur. Il s'est formé à Barcelone en août 1869, sous la direction de Climent Bové, par la réunion des différentes sociétés ouvrières nées dans les entreprises textiles de Barcelone.
La publication L'Ouvrier a été l'organe d'expression du syndicat.